# Oschatz
Oschatz település Németországban, azon belül Szászország tartományban. Lakosainak száma 14 089 fő (2023. december 31.). Oschatz Naundorf, Mügeln, Wermsdorf, Dahlen és Liebschützberg községekkel határos.

## Népesség
A település népességének változása:
| Lakosok száma | 14 734 | 14 450 | 14 349 | 13 884 | 14 195 | 14 089 |
|               | 2015   | 2017   | 2019   | 2021   | 2022   | 2023   |